# Jung Hyun-joon
Jung Hyun-joon (koreanisch 정현준; * 8. November 2011) ist ein südkoreanischer Schauspieler. In Deutschland ist er vor allem für seine Rolle im oscarprämierten Film Parasite bekannt.

## Filmographie (Auswahl)
| Jahr | Titel                     |
| ---- | ------------------------- |
| 2017 | You Are Too Much          |
| 2017 | Queen for Seven Days      |
| 2018 | Through the Waves         |
| 2019 | Nokdu Flower              |
| 2019 | At Eighteen               |
| 2019 | Vagabond                  |
| 2019 | Parasite                  |
| 2020 | Dr. Romantic 2            |
| 2020 | The King: Eternal Monarch |
| 2021 | Sisyphus: The Myth        |
| 2021 | Mine                      |
| 2021 | Beyond Evil               |
| 2021 | Voice 4                   |

## Auszeichnungen
2020 erhielt er gemeinsam mit dem gesamten Ensemble von Parasite den Gold Derby Award und den Screen Actors Guild Award.